# Regeringen Paasikivi II
Regeringen Paasikivi II var Republiken Finlands 29:e regering. I regeringen ingick Socialdemokraterna, Demokratiska Förbundet för Finlands Folk, Agrarförbundet, Svenska folkpartiet och Framstegspartiet. Statsminister Juho Kusti Paasikivi var medlem i Samlingspartiet men representerade inte sitt parti i regeringen utan regerade som opolitisk statsminister. I regeringen ingick även övriga opolitiska ministrar. Ministären regerade från 17 november 1944 till 17 april 1945. I norra Finland pågick kriget mot Tyskland, Lapplandskriget. Ministären avgick efter riksdagsvalet 1945 och efterträddes av regeringen Paasikivi III. Mauno Pekkala och Reinhold Svento var med i den socialdemokratiska riksdagsgruppen fram till valet 1945 men anslöt sig till den folkdemokratiska riksdagsgruppen i april 1945.
| Minister                                                                              | Ämbetsperiod                                                   | Parti                       |
| ------------------------------------------------------------------------------------- | -------------------------------------------------------------- | --------------------------- |
| Statsminister Juho Kusti Paasikivi                                                    | 17 november 1944–17 april 1945                                 | opolitisk (Samlingspartiet) |
| Minister i statsrådets kansli Mauno Pekkala                                           | 24 november 1944–17 april 1945                                 | SDP/DFFF                    |
| Utrikesminister Carl Enckell                                                          | 17 november 1944–17 april 1945                                 | opolitisk                   |
| Minister i utrikesministeriet Reinhold Svento                                         | 17 november 1944–17 april 1945                                 | SDP/DFFF                    |
| Justitieminister Urho Kekkonen                                                        | 17 november 1944–17 april 1945                                 | Agrarförbundet              |
| Inrikesminister Kaarlo Hillilä                                                        | 17 november 1944–17 april 1945                                 | Agrarförbundet              |
| Minister i inrikesministeriet Eemil Luukka                                            | 17 november 1944–17 april 1945                                 | Agrarförbundet              |
| Försvarsminister Rudolf Walden Väinö Valve                                            | 17 november 1944–1 december 1944 1 december 1944–17 april 1945 | opolitisk                   |
| Finansminister Johan Helo                                                             | 17 november 1944–17 april 1945                                 | DFFF                        |
| Minister i finansministeriet Sakari Tuomioja                                          | 17 november 1944–17 april 1945                                 | Framstegspartiet            |
| Undervisningsminister Uuno Takki                                                      | 17 november 1944–17 april 1945                                 | Agrarförbundet              |
| Jordbruksminister Eemil Luukka                                                        | 17 november 1944–17 april 1945                                 | Agrarförbundet              |
| Minister för kommunikationsväsendet och allmänna arbetena Eero A. Wuori               | 17 november 1944–17 april 1945                                 | SDP                         |
| Minister i ministeriet för kommunikationsväsendet och allmänna arbetena Onni Hiltunen | 17 november 1944–17 april 1945                                 | SDP                         |
| Handels- och industriminister Åke Gartz                                               | 17 november 1944–17 april 1945                                 | opolitisk                   |
| Socialminister Ralf Törngren                                                          | 17 november 1944–17 april 1945                                 | SFP                         |
| Minister i socialministeriet Yrjö Leino Eero A. Wuori                                 | 17 november 1944–17 april 1945 16 februari 1945–17 april 1945  | DFFF SDP                    |
| Folkförsörjningsminister Kalle Jutila                                                 | 17 november 1944–17 april 1945                                 | Agrarförbundet              |
| Minister i folkförsörjningsministeriet Jalo Aura Eero A. Wuori                        | 17 november 1944–17 april 1945 16 februari 1945–17 april 1945  | SDP                         |
| Minister utan portfölj Mauno Pekkala                                                  | 17 november 1944–24 november 1944                              | SDP                         |

## Fotnoter
1. ↑  Uppgifter om ministern - Paasikivi, Juho Kusti Arkiverad 12 maj 2022 hämtat från the Wayback Machine.. Statsrådet.
2. ↑  Lapplandskriget 1944-1945 Arkiverad 16 juli 2013 hämtat från the Wayback Machine. av Bertil Nelsson. SMB.
3. ↑  29. Paasikivi II Arkiverad 28 oktober 2014 hämtat från the Wayback Machine. Statsrådet. (finska)
4. ↑  Mauno Pekkala. Riksdagen (finska)
5. ↑  Reinhold Svento Arkiverad 25 september 2012 hämtat från the Wayback Machine.. Riksdagen (finska)
6. ↑  Johan Helo Arkiverad 2 april 2012 hämtat från the Wayback Machine.. Riksdagen (finska)